# ابو قرین
ابو قراین (به عربی: أبو قرین) در لیبی است که در استان سرت واقع شده‌است.